# Manfred Weber
Manfred Weber (Niederhatzkofen, 14 luglio 1972) è un politico tedesco, dal 2004 membro del parlamento europeo per la Baviera con l'Unione Cristiano Sociale (CSU). È capogruppo del Partito Popolare Europeo, compagine di centro-destra che detiene la maggioranza relativa dei seggi nell'emiciclo. Siede nella commissione del Parlamento Europeo per le Libertà Civili, la Giustizia e gli Affari interni.

## Biografia

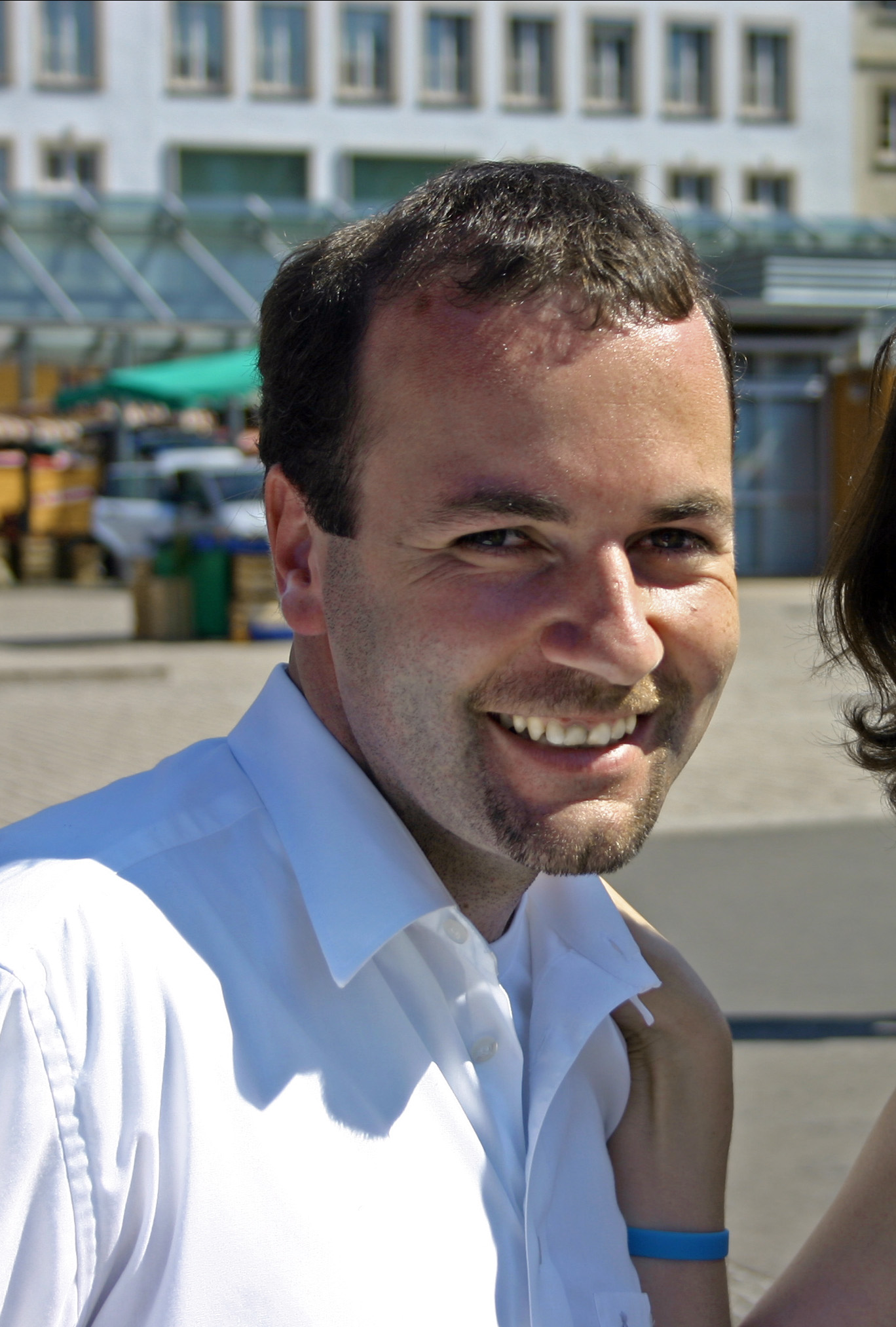
Weber nel 2005

Nato in un piccolo paese della Baviera, Weber presta servizio militare a Neuburg an der Donau e quindi si laurea nel 1996 in ingegneria presso l'Università di Scienze Applicate di Monaco. Dopo aver completato gli studi, fonda due società operative nel campo della gestione ambientale e della qualità e della sicurezza sul lavoro. 
Nel 2002 Weber è membro del consiglio regionale di Kelheim e del Landtag della Baviera. Nel 2003 subentra a Markus Söder nel ruolo di presidente della Junge Union bavarese. 
Nel 2004 è eletto al Parlamento europeo, entrando nella commissione per le libertà civili, la giustizia e gli affari interni. Nel 2008 prende il posto di Erwin Huber come presidente della CSU della Bassa Baviera, uno dei dieci distretti del partito. 
Dopo la sua rielezione a Strasburgo nel 2009, diventa vicepresidente del PPE nel Parlamento Europeo.
Il 5 settembre 2018 annuncia via twitter la sua candidatura per la presidenza della Commissione Ue al posto del lussemburghese Jean-Claude Juncker in vista delle elezioni europee del 2019. Ha l'appoggio di Angela Merkel. Nel novembre 2018 diventa il candidato ufficiale del PPE battendo con il 72,9% dei voti il finlandese Alex Stubb. Il 26 maggio 2019 il PPE di Weber ottiene il maggior numero di seggi nel nuovo Parlamento europeo ma Emmanuel Macron pone il veto sul nome di Weber che poi perde altri consensi. Un vertice UE a giugno non lo sceglie, preferendo la tedesca Ursula von der Leyen. Il 13 ottobre 2021 viene rieletto alla presidenza del Gruppo del Partito Popolare Europeo al Parlamento Europeo.

## Posizioni politiche

### Integrazione europea

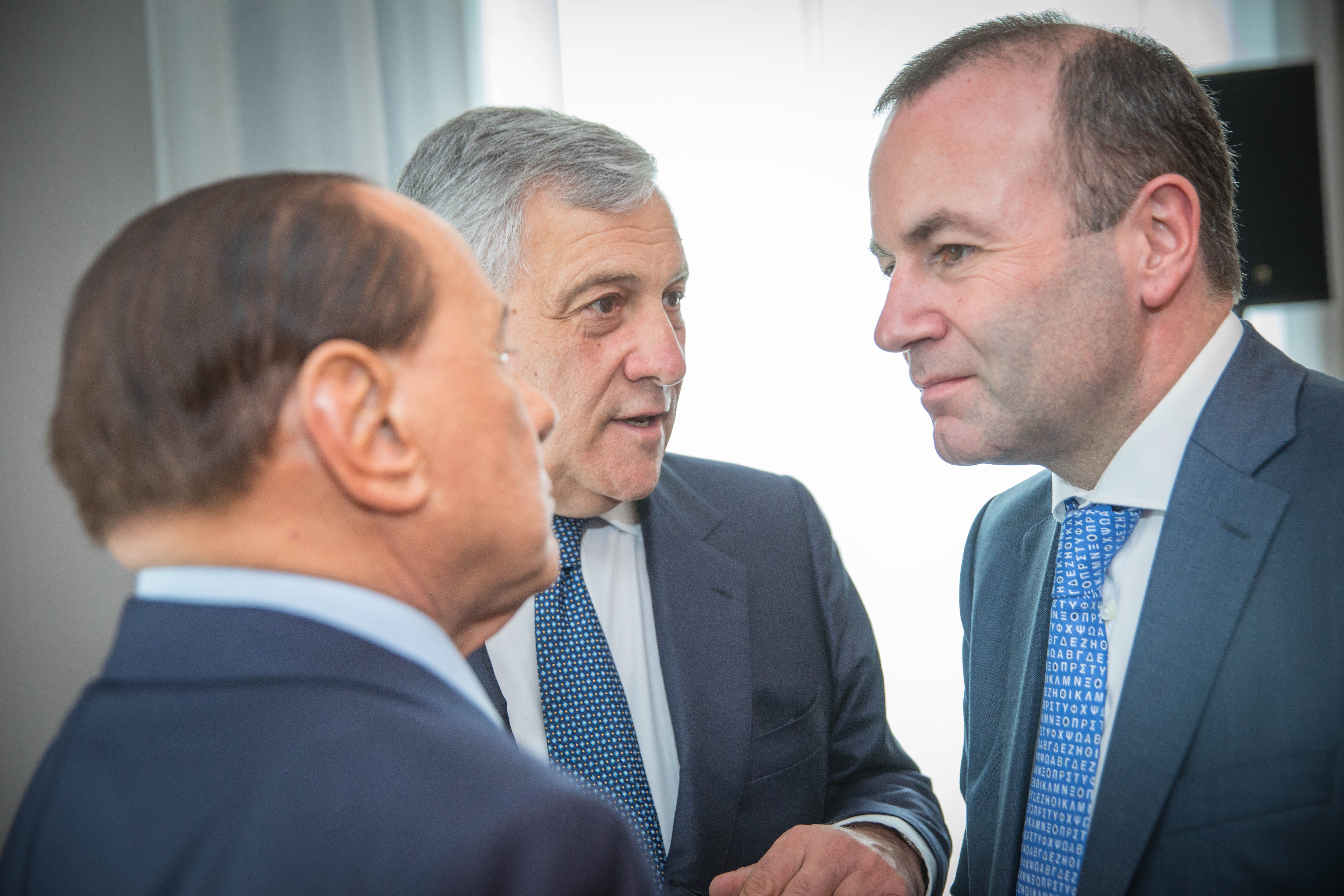
Weber con Silvio Berlusconi ed Antonio Tajani nel 2019

Il 7 giugno 2014 Weber ha respinto le richieste del primo ministro britannico David Cameron di frenare l'integrazione europea, affermando che "l'Unione europea si basa su un'unione sempre più stretta di popoli europei, come stabilito nei trattati, cosa che non è negoziabile per noi... Non possiamo vendere l'anima dell'Europa (...) se concediamo ad ogni parlamento nazionale il diritto di veto, l'Europa si fermerebbe". Tuttavia sostiene la richiesta di Cameron secondo cui la Gran Bretagna, in quanto paese non appartenente all'euro, dovrebbe avere il potere di influenzare le decisioni politiche della zona euro. Inoltre ha dichiarato al Guardian agli inizi del 2015 che la decisione del Regno Unito di congelare i pagamenti del welfare per gli immigrati comunitari era giustificata.
All'inizio del 2017 Weber ha dichiarato che se il Fondo Monetario Internazionale (FMI) insistesse per la riduzione del debito da parte della Grecia, non dovrebbe più partecipare al piano di salvataggio, muovendosi così controcorrente con la linea ufficiale del suo partito politico.
Commentando il voto del Regno Unito di lasciare l'Unione europea, Weber ha dichiarato: "Il popolo britannico ha deciso di lasciare questa unione, quindi non sarà così comodo, così sicuro, così economicamente forte. Ecco perché diciamo che è davvero un giorno molto negativo".

### Conflitti sull'Ungheria
Nel luglio 2013, quando la commissione del Parlamento europeo sulle libertà civili, la giustizia e gli affari interni (LIBE) ha pubblicato la relazione Tavares che criticava l'erosione dei diritti fondamentali in Ungheria, Weber l'ha respinto come un attacco motivato politicamente al governo del primo ministro ungherese Viktor Orbán da parte dei partiti di sinistra. Tuttavia nel settembre 2018 ha approvato la votazione del rapporto di Judith Sargentini per attivare l'articolo 7 del trattato dell'Unione europea contro il governo del primo ministro ungherese Orbán. Fallendo, comunque, come capo del gruppo, nel prevenire la spaccatura all'interno del Partito popolare europeo: 115 dei suoi deputati hanno votato a favore dell'iniziativa, mentre 57 hanno votato contro, con 28 astenuti mentre altri 20 non hanno partecipato al voto.
Alla vigilia delle elezioni del 2019 per il Parlamento Europeo, Weber non ha potuto impedire a Orbán i pesanti attacchi nei confronti del presidente della Commissione europea Jean-Claude Juncker, delle organizzazioni umanitarie, del miliardario George Soros per la sua università. Orban è stato offensivo anche nei confronti dei leader conservatori europei definendoli "utili idioti". Alla fine, il 20 marzo 2019, il PPE è giunto ad un compromesso sospendendo (190 voti favorevoli e solo 3 contrari) la partecipazione al partito popolare europeo di Orban e del suo Fidesz mentre Juncker ne aveva chiesto l'espulsione.

### Relazioni con la Russia
In una lettera del 2016 a Sigmar Gabriel, ministro tedesco dell'Economia, e Miguel Arias Cañete, commissario europeo per l'energia, Weber ha criticato il progetto di gasdotto Nord Stream 2 in quanto minerebbe gli obiettivi esteri e di sicurezza dell'UE aumentando la dipendenza da Gazprom. Piuttosto che nuove forniture attraverso il mar Baltico, Weber ha invitato la Commissione ad accelerare i suoi sforzi per importare più gas attraverso la Turchia dal Mar Caspio e potenzialmente anche da Iran e Iraq.

### Biglietti gratuiti per i giovani
Come presidente del Partito popolare europeo, il più grande partito del Parlamento europeo, Weber ha presentato una petizione per rilasciare biglietti Interrail gratuiti a tutti i cittadini dell'UE per il loro diciottesimo compleanno. Questi biglietti consentirebbero il viaggio gratuito in tutta l'UE per un mese. Così ha motivato l'iniziativa: "Si tratta di unire le persone e di far sì che i giovani siano di nuovo entusiasti dell'Europa". Tuttavia l'idea sarebbe costata ogni anno ai contribuenti dell'UE 2,3 miliardi di euro, quindi la proposta non ha trovato molto sostegno.

### Immigrazione
Nel giugno 2018 Weber, che può essere considerato un politico di lungo corso a livello europeo non avendo avuto mandati sul piano nazionale, ha espresso una linea dura sull'immigrazione da conciliare con il sostegno al rigore di bilancio.

### Economia
Secondo Weber e il PPE "l'austerità di bilancio non è un capriccio. Ridurre la spesa pubblica non necessaria rappresenta una condizione per stimolare la crescita e gli investimenti. Le scorciatoie proposte dai gruppi politici di sinistra espongono solo la nostra economia a un rischio maggiore di recessione sempre più lunga".

### Politica estera Ue
Secondo Weber, la Ue "deve continuare a rafforzare la capacità di parlare con una sola voce, passando dal voto unanime a quello a maggioranza sulle questioni di politica estera".

### Terapie di conversione gay
Nel marzo 2018 Weber ha votato contro le iniziative che vietano le terapie di conversione gay, a differenza della maggioranza dei deputati del Partito popolare europeo.